# Jim Belushi
James Adam Belushi, detto Jim, noto anche con lo pseudonimo di Zee Blues (Chicago, 15 giugno 1954), è un attore, musicista e comico statunitense.

## Biografia

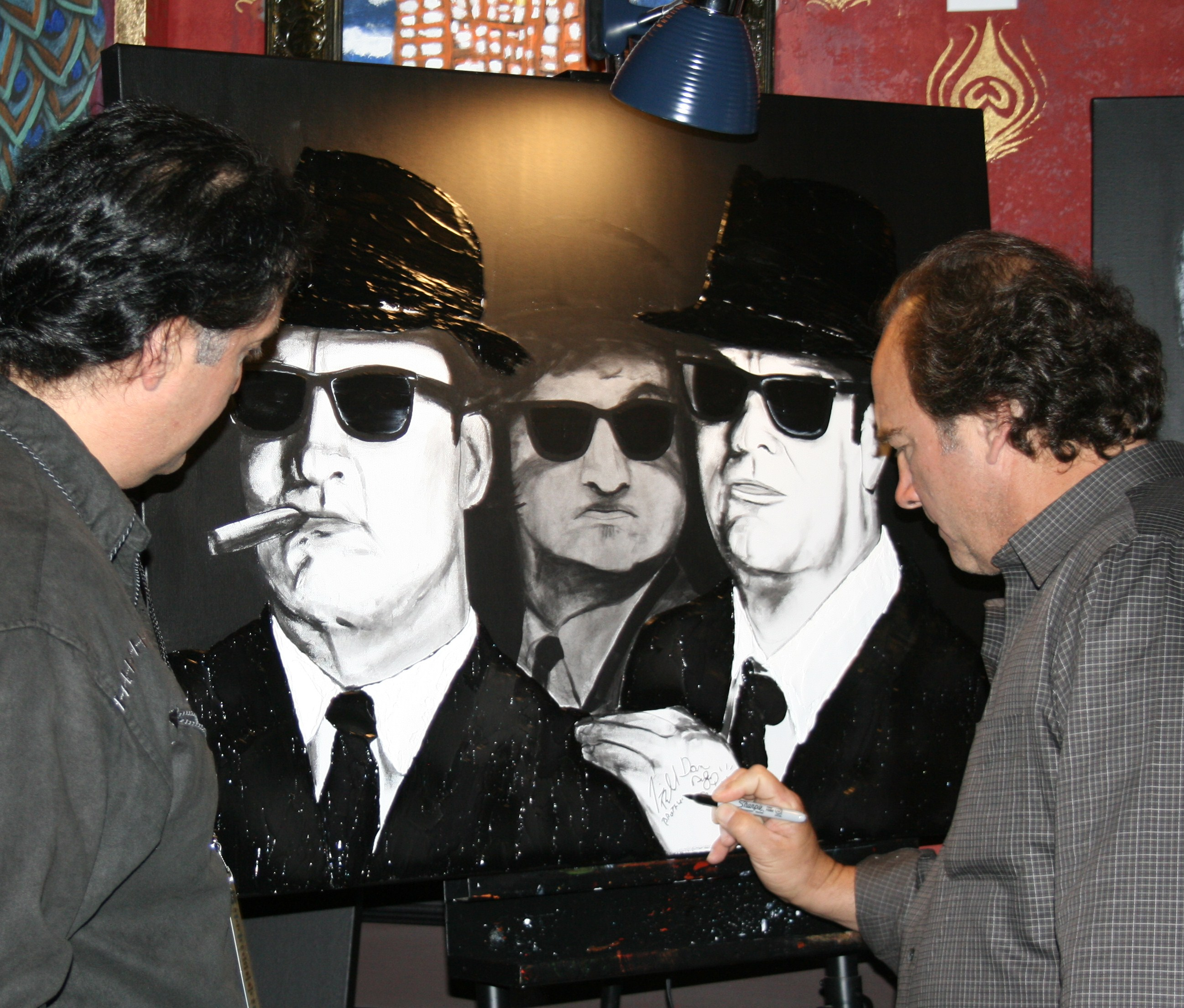
James Belushi con l'artista Nunez nel 2008, mentre ne firma un dipinto

Fratello minore dell'attore John Belushi, nasce ad Humboldt Park, un quartiere di Chicago, da Adam Anastos Belushi e Agnes Demetri Samaras, entrambi di origini albanesi (padre originario di Coriza emigrato nel 1934, madre nata negli Stati Uniti da genitori emigrati). Suo padre iniziò a lavorare come commesso e pochi anni dopo aprì due ristoranti. Jim inizia la sua carriera nel 1975 accanto al fratello al Saturday Night Live, dove incontra l'amico Dan Aykroyd. Debutta sul grande schermo in Strade violente (1981) di Michael Mann.
Il 5 marzo 1982 il fratello John, all'apice della carriera, viene trovato morto in una stanza dell'albergo Chateau Marmont, su Sunset Boulevard a Los Angeles, California; la causa della morte fu un'iniezione letale di speedball (un cocktail di cocaina ed eroina). La prematura scomparsa del fratello, a soli 33 anni, segna fortemente James, che, insieme a Dan Aykroyd, grande amico dei due Belushi, abbandona la televisione per dedicarsi completamente al cinema.
Partecipa con una piccola parte alla commedia Una poltrona per due (1983) di Landis, con Aykroyd e il futuro divo Eddie Murphy, anche lui parte del cast del SNL. Prende parte al thriller Salvador (1986) di Oliver Stone, e torna in seguito a ruoli brillanti come in Un poliziotto a 4 zampe (1989) e Homer & Eddie (1989). Partecipa anche al film Danko accanto ad Arnold Schwarzenegger, dove interpreta un tenente della polizia.
Viene chiamato da Francesco Rosi per il thriller drammatico Dimenticare Palermo (1990), accanto a Vittorio Gassman, Philippe Noiret. Belushi, però, è specializzato nelle commedie, come Mr. Destiny (1990) e Una promessa è una promessa (1996). Torna a dedicarsi al piccolo schermo nel 2001 con la serie televisiva La vita secondo Jim, di cui è protagonista nel ruolo di Jim. La sitcom, nonostante le critiche negative ricevute, ottiene un grande consenso da parte del pubblico, e sarà portata avanti per otto stagioni. Nel 2017 prende parte alla serie Twin Peaks di David Lynch, e viene diretto da Woody Allen nel film La ruota delle meraviglie - Wonder Wheel, dove recita accanto a Kate Winslet e Justin Timberlake.
Belushi fa parte della Blues Brothers Band (fondata nel 1978 dal fratello John e da Dan Aykroyd), a cui partecipa con il nome di "Brother" Zee Blues. Ha alcuni album, come solista o con gruppi musicali, tra cui: 36-22-36 e According to Jim Soundtrack con Jim Belushi & the Sacred Hearts; Have Love Will Travel con Dan Akroyd; Live From Chicago's House Of Blues con i Blues Brothers; altri con i Second City. Compare inoltre nei videoclip di Per colpa di chi? di Zucchero Fornaciari e 2 Legit 2 Quit di MC Hammer.

## Vita privata
Belushi è stato sposato tre volte e ha tre figli. È stato sposato dal 1980 al 1988 con Sandra Davenport, da cui nel 1980 ha avuto un figlio, Robert James. Tra il 1990 e il 1992 è stato sposato con l'attrice Marjorie Bransfield. Il 2 maggio 1998 ha sposato la terza moglie Jennifer Sloan, dalla quale ha avuto nel 1999 una figlia, Jamison Bess, e nel 2002 un figlio, Jared James. Il 5 marzo 2018, Sloan ha chiesto il divorzio da Belushi.
Nel 2008 ha ricevuto l'onorificenza di Onore della Nazione da parte dell'Albania, Paese del quale ha ottenuto la cittadinanza dal 2009.

## Filmografia parziale

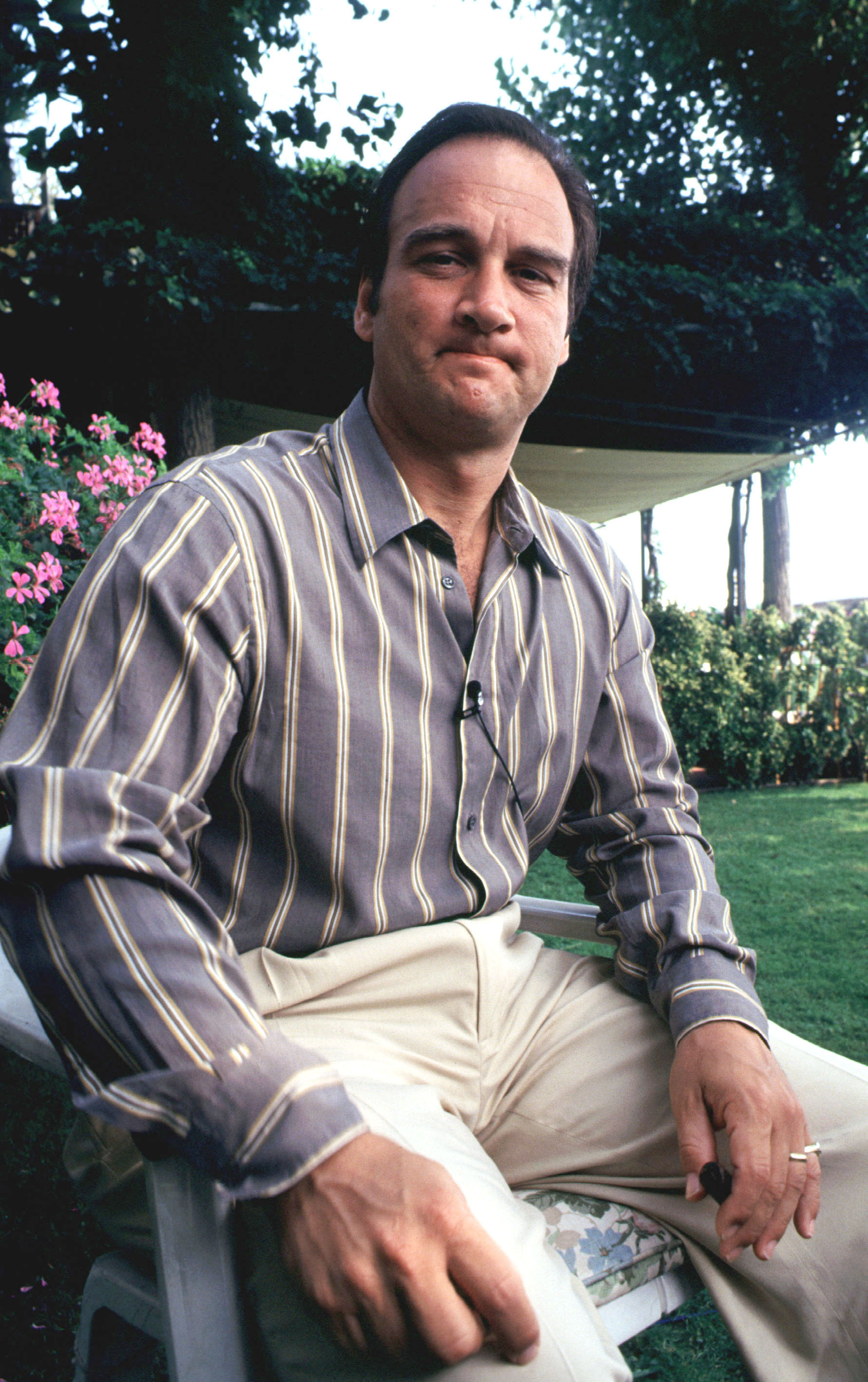
Jim Belushi alla 39ª Biennale del Cinema di Venezia nel 1982

### Attore

#### Cinema
- Fury, regia di Brian De Palma (1978)
- Strade violente (Thief), regia di Michael Mann (1981)
- Una poltrona per due (Trading Places), regia di John Landis (1983)
- L'uomo con la scarpa rossa (The Man with One Red Shoe), regia di Stan Dragoti (1985)
- Salvador, regia di Oliver Stone (1986)
- A proposito della notte scorsa... (About Last Night...), regia di Edward Zwick (1986)
- Jumpin' Jack Flash, regia di Penny Marshall (1986)
- La piccola bottega degli orrori (Little Shop of Horrors), regia di Frank Oz (1986)
- The Principal - Una classe violenta (The Principal), regia di Christopher Cain (1987)
- Real Men - Noi uomini duri (Real Men), regia di Dennis Feldman (1987)
- Danko (Red Heat), regia di Walter Hill (1988)
- Chi è Harry Crumb? (Who's Harry Crumb?), regia di Paul Flaherty (1989) – non accreditato
- Un poliziotto a 4 zampe (K-9), regia di Rod Daniel (1989)
- Homer & Eddie (Homer and Eddie), regia di Andrej Končalovskij (1989)
- Dimenticare Palermo, regia di Francesco Rosi (1990)
- Filofax - Un'agenda che vale un tesoro (Taking Care of Business), regia di Arthur Hiller (1990)
- I guerrieri della strada (Masters of Menace), regia di Daniel Raskov (1990)
- Mr. Destiny, regia di James Orr (1990)
- Abraxas, Guardian of the Universe, regia di Damian Lee (1990)
- Cara mamma, mi sposo (Only the Lonely), regia di Chris Columbus (1991)
- La tenera canaglia (Curly Sue), regia di John Hughes (1991)
- Diario di un killer (Diary of a Hitman), regia di Roy London (1992)
- Sette criminali e un bassotto (Once Upon a Crime...), regia di Eugene Levy (1992)
- Tracce di rosso (Traces of Red), regia di Andy Wolk (1992)
- Last Action Hero - L'ultimo grande eroe (Last Action Hero), regia di John McTiernan (1993) – cameo
- Mister Destiny (Destiny Turns on the Radio), regia di Jack Baran (1995)
- Operazione Canadian Bacon (Canadian Bacon), regia di Michael Moore (1995)
- Vite separate (Separate Lives), regia di David Madden (1995)
- In corsa con il sole (Race the Sun), regia di Charles T. Kanganis (1996)
- Una promessa è una promessa (Jingle All the Way), regia di Brian Levant (1996)
- Retroactive - Non toccate il passato (Retroactive), regia di Louis Morneau (1997)
- L'ombra del nemico (Living in Peril), regia di Jack Ersgard (1997)
- Istinti criminali (Gang Related), regia di Jim Kouf (1997)
- Sesso & potere (Wag the Dog), regia di Barry Levinson (1997) – cameo
- Partita col destino (The Florentine), regia di Nick Stagliano (1999)
- Triplo inganno (Made Men), regia di Louis Morneau (1999)
- Un poliziotto a 4 zampe 2 (K-911), regia di Charles T. Kanganis (1999)
- Return to Me, regia di Bonnie Hunt (2000)
- Joe Somebody, regia di John Pasquin (2001)
- Un poliziotto a 4 zampe 3 (K-9: P.I.), regia di Joel Bergvall (2002)
- Una sola via d'uscita (One Way Out), regia di Allan A. Goldstein (2002)
- Easy Sex - Gioco proibito (Easy Sex), regia di Chris Iovenko (2003)
- Dysenchanted, regia di Terri Miller – cortometraggio (2004)
- Behind the Smile, regia di Damon Wayans (2006)
- Underdog - Storia di un vero supereroe (Underdog), regia di Frederik Du Chau (2007)
- L'uomo nell'ombra (The Ghost Writer), regia di Roman Polański (2010)
- Cougars, Inc., regia di K. Asher Levin (2011)
- Capodanno a New York (New Year's Eve), regia di Garry Marshall (2011)
- Thunderstruck - Un talento fulminante (Thunderstruck), regia di John Whitesell (2012)
- The Secret Lives of Dorks, regia di Salomé Breziner (2013)
- Home Sweet Hell, regia di Anthony Burns (2015)
- Una doppia verità (The Whole Truth), regia di Courtney Hunt (2016)
- Undrafted, regia di Joseph Mazzello (2016)
- Katie Says Goodbye, regia di Wayne Roberts (2016)
- The Hollow Point, regia di Gonzalo López-Gallego (2016)
- Sollers Point, regia di Matthew Porterfield (2017)
- A Change of Heart, regia di Kenny Ortega (2017)
- La ruota delle meraviglie - Wonder Wheel (Wonder Wheel), regia di Woody Allen (2017)
- Gigi & Nate, regia di Nick Hamm (2022)

#### Televisione
- Working Stiffs – serie TV, 9 episodi (1979)
- Attenti ai ragazzi (Who's Watching the Kids) – serie TV, 11 episodi (1978-1979)
- Laverne & Shirley – serie TV, episodio 8x09 (1982)
- La mia compagna di classe (The Best Legs in the 8th Grade), regia di Tom Patchett – film TV (1984)
- Royce, regia di Rod Holcomb – film TV (1994)
- Sahara, regia di Brian Trenchard-Smith – film TV (1995)
- Total Security – serie TV, 13 episodi (1997)
- Chi ha ucciso i ragazzi di Atlanta (Who Killed Atlanta's Children), regia di Charles Robert Carner – film TV (2000)
- E.R. - Medici in prima linea (ER) – serie TV, episodio 7x10 (2001)
- Io sto con lei (I'm with Her) – serie TV, 1 episodio (2003)
- Perfetti... ma non troppo (Less Than Perfect) – serie TV, episodio 2x21 (2004)
- Lolo's Cafe, regia di Guy Vasilovich – film TV (2006) – voce
- La vita secondo Jim (According to Jim) – serie TV, 182 episodi (2001-2009)
- The Defenders – serie TV, 18 episodi (2010-2011)
- Show Me a Hero – miniserie TV, 6 puntate (2015)
- Good Girls Revolt – serie TV, 7 episodi (2015-2016)
- Twin Peaks – serie TV, 6 episodi (2017)

### Doppiatore
- Hubie all'inseguimento della pietra verde (The Pebble and the Penguin), regia di Don Bluth e Gary Goldman (1995)
- Pinky and the Brain - serie TV, 3 episodi (1995)
- Timon e Pumbaa (Timon and Pumbaa) – serie TV, 1 episodio (1996)
- Snow Dogs - 8 cani sotto zero (Snow Dogs), regia di Brian Levant (2002)
- Cappuccetto Rosso e gli insoliti sospetti (Hoodwinked!), regia di Cory Edwards (2006)
- Uno zoo in fuga (The Wild), regia di Steve "Spaz" Williams (2006)
- Supercuccioli sulla neve (Snow Buddies), regia di Robert Vince (2008)
- Manny tuttofare (Handy Manny) - serie TV, 1 episodio (2009)
- Il magico mondo di Oz (Legends of Oz: Dorothy's Return), regia di Will Finn e Dan St. Pierre (2013)

## Discografia parziale

### Solista

#### Album in studio
- 1996 - Space Jam Audio Action Adventure (con Chick Hearn, Danny Devito, Michael Jordan, Bugs Bunny, Looney Tunes)
- 2003 - Have Love Will Travel (con Dan Akroyd)

### Con The Blues Brothers

#### Album dal vivo
- 1997 - Live From Chicago's House Of Blues

### Con Jim Belushi & the Sacred Hearts

#### Album in studio
- 1998 - 36-22-36
- 2005 - According to Jim Soundrack

## Doppiatori italiani
Nelle versioni in italiano dei suoi film, Jim Belushi è stato doppiato da:
- Sergio Di Giulio in Strade violente, Danko, Tracce di rosso, Sahara, Retroactive - Non toccate il passato, Istinti criminali, Sesso & potere, Joe Somebody
- Massimo Rossi in La vita secondo Jim, The Defenders, Capodanno a New York, Thunderstruck - Un talento fulminante, Show Me a Hero, Good Girls Revolt, Twin Peaks
- Francesco Pannofino in In corsa con il sole, Total Security, L'uomo nell'ombra, La ruota delle meraviglie - Wonder Wheel
- Manlio De Angelis in Salvador, A proposito della notte scorsa..., Filofax - Un'agenda che vale un tesoro
- Roberto Pedicini in The Principal - Una classe violenta, La tenera canaglia, Chi ha ucciso i ragazzi di Atlanta?
- Mino Caprio in Cara mamma, mi sposo, Sette criminali e un bassotto, Perfetti... ma non troppo
- Saverio Moriones in Real Men - Noi uomini duri, Un poliziotto a 4 zampe, Una sola via d'uscita
- Renato Cortesi in Una poltrona per due, La piccola bottega degli orrori
- Luca Biagini in Dimenticare Palermo, Una doppia verità
- Riccardo Lombardo in Dentro la TV, The Hollow Point
- Cesare Barbetti in Last Action Hero - L'ultimo grande eroe, Royce
- Sergio Di Stefano in Vite separate, Underdog - Storia di un vero supereroe
- Giuliano Santi in Attenti ai ragazzi
- Angelo Nicotra ne L'uomo con la scarpa rossa
- Vittorio De Angelis in Chi è Harry Crumb?
- Eugenio Marinelli in Homer and Eddie
- Gioacchino Maniscalco in Mr. Destiny (1990)
- Pasquale Anselmo in E.R. - Medici in prima linea
- Carlo Valli in Mister Destiny (1995)
- Francesco Prando in Una promessa è una promessa
- Luca Ward in L'ombra del nemico
- Antonello Governale in Un poliziotto a 4 zampe 2
- Roberto Draghetti in Return to Me
- Giorgio Melazzi in Un poliziotto a 4 zampe 3
- Roberto Stocchi in Io sto con lei
- Marco Mete in Home Sweet Hell

Da doppiatore è sostituito da:
- Massimo Rossi in Cappuccetto Rosso e gli insoliti sospetti, Uno zoo in fuga
- Vittorio Stagni in Hubie all'inseguimento della pietra verde
- Vittorio Di Prima in Snow Dogs - 8 cani sotto zero
- Massimo Lopez ne Il magico mondo di Oz